# Mile-a-Minute Monty (film 1916)
Mile-a-Minute Monty è un cortometraggio muto del 1916 diretto da Leon Searle.

## Produzione
Il film fu prodotto dalla Essanay Film Manufacturing Company.

## Distribuzione
Distribuito dalla General Film Company, il film - un cortometraggio di animazione - uscì nelle sale cinematografiche USA il 5 gennaio 1916.